# ديمقراطية محصنة
الديمقراطية الدفاعية هي حالات شاذة التي تضطر الديمقراطية إلى اللجوء إلى أساليب غير ديمقراطية والتي تمس بحقوق وحريات الموطنين وبمبادئ ديمقراطية من اجل الدفاع عن نفسها من قبل مجموعات غير ديمقراطية تهدد كيان الديمقراطية وتهدد أمن الدولة.

## أمثلة

### إسرائيل
نفذت إسرائيل مبدأ الديمقراطية الدفاعية، و القانون الأساسي للكنيست (القسم 7A) الذي نص على أن "قوائم المرشحين لن تشارك في الانتخابات إذا لم تعترف أهدافهم أو إجراءاتهم، صراحة أو ضمنًا، بوجود دولة إسرائيل كدولة يهودية أو لم تعترف بالطابع الديمقراطي لدولة إسرائيل.
ينظر العديد من باحثي العلوم السياسية إلى إسرائيل على أنها دولة ديمقراطية تدافع في الأساس عن نفسها ضد القيود الاجتماعية والأمنية التي تتعامل معها دولة إسرائيل منذ إنشائها. كانت دولة إسرائيل، خلال العقود الثلاثة الأولى من وجودها محاطة بالكامل بدول لا تعترف بوجود إسرائيل ككيان شرعي. وقد أثيرت، خلال السنوات الماضية، مخاوف من الأغلبية اليهودية في إسرائيل من تعاون الأقلية العربية داخل البلاد، ممن يعتبرون أنفسهم جزءًا من الوطن العربي، مع دول الجوار في الصراع العربي الإسرائيلي. وكثيرًا ما أثار هذا الوضع وجود مسألة ديمقراطية الدفاع عن النفس على جدول الأعمال في إسرائيل.
وقد نوقشت هذه المسألة بشكل كبير في سياق مختلف، خلال ثمانينيات القرن العشرين، وذلك لأول مرة في تاريخ إسرائيل، حيث رفض حزب يهودي يميني متطرف (حزب كاخ)، الطابع الديمقراطي للدولة وحقوق الأقلية العربية داخل البلاد، وفاز بمقاعد في البرلمان الإسرائيلي في انتخابات الكنيست في 1984. ونتيجة لذلك، حظرت المحكمة العليا في إسرائيل الحزب ولم يسمح بعودته للعمل مرة أخرى في انتخابات 1988 على أساس أن الحزب يدافع عن العنصرية.

### أوروبا
وقد حظرت عشر دول أوروبية إنكار الهولوكوست وهي: فرنسا (قانون غيسو)، وبلجيكا (قانون إنكار الهولوكوست البلجيكي)، سويسرا (المادة 261bis من قانون العقوبات)، وألمانيا (المادة 130 (3) من قانون العقوبات)، والنمسا (المادة 3هـ من قانون الحظر لعام 1947)، ورومانيا، وسلوفاكيا، وجمهورية التشيك، وليتوانيا، وبولندا (المادة 55 من قانون إنشاء المعهد الوطني لإحياء الذكرى 1998).
وجدير بالذكر بأن ألمانيا تحتفظ بخدمة استخبارات داخلية وهي المكتب الاتحادي لحماية الدستور الألماني، والغرض الأساسي منه هو التحقيق مع الأطراف التي قد تنتهك الحظر الدستوري للعمل لإنهاء الطابع الديمقراطي للدولة (وبخاصة أحزاب اليمين المتطرف والأحزاب الشيوعية).
تصف المحكمة الدستورية الاتحادية الألمانية النظام السياسي في البلاد بأنه "ديمقراطية محصنة"، وفي هذا النظام يُحمى ما يسمى النظام الأساسي للديمقراطية الحرة الذي لا يمكن إلغاؤه بطرق قانونية أو عبر قرارات الأغلبية. ويمكن اتخاذ إجراءات حظر ضد الأشخاص والجماعات التي تعمل ضد النظام الأساسي للديمقراطية الحرة.
تعود أصول هذا المبدأ إلى كل من كارل لوفنشتاين وكارل مانهايم.

### جمهورية كوريا (كوريا الجنوبية)
قامت الجمعية الوطنية للجمهورية الثانية، بالتعلم من تشريعات ألمانيا الغربية، بإدراج الديمقراطية الدفاعية في دستورها لعام 1960. بعد ذلك، في الجمهورية السادسة الآن، فلا تزال هذه الديمقراطية في الدستور (المادة 8 (4) - وخاصة الديمقراطية الدفاعية لمنع الأحزاب غير القانونية) ولها بعض الإجراءات في القوانين الأخرى.